# 胡唐
胡唐（？—？），初名长庚，字子西，号䏁翁，别署城东居士，安徽歙县人。
巴慰祖外甥。好篆刻，與程邃、巴慰祖、汪肇龍为“歙四子”，“皆宗秦汉”。道光六年（1826年）尚在。有《木雁斋诗》。